# Voting Rights Act of 1965
Voting Rights Act of 1965 var en amerikansk federal lag som förbjöd rasdiskriminering i den amerikanska vallagen. Som sådan spelade den en avgörande roll för att upphäva rassegregeringen och i förlängningen hela Jim Crow-lagarna i USA. Genom att svarta medborgare efter detta kunde rösta i Sydstaterna, upphävdes i praktiken hela Jim Crow-systemet då politiker som stödde Jim Crow-lagarna inte längre kunde väljas. 